# خورخه گالان
خورخه گالان (انگلیسی: Jorge Galán؛ زادهٔ ۲۲ ژانویهٔ ۱۹۸۹) بازیکن فوتبال اهل اسپانیا است.
از باشگاه‌هایی که در آن بازی کرده‌است می‌توان به باشگاه فوتبال اوئسکا، باشگاه فوتبال کیلمارنوک، و باشگاه فوتبال اوساسونا اشاره کرد.
وی همچنین در تیم ملی فوتبال زیر ۲۰ سال اسپانیا بازی کرده‌است.